# Marvel Comics
Marvel Comics je američka serija stripova koju izdaje Marvel Entertainment, Inc. Obožavatelji ga odmilja zovu House of Ideas (kuća ideja). Najpoznatiji Marvelovi stripovi su Fantastic Four (Fantastična četvorka), The Amazing Spider-Man, The Incredible Hulk, Iron Man, Daredevil, Thor, Captain America, Deadpool i X-Men. Većina Marvelovih izmišljenih likova obitava u Marvelovom svemiru.
Marvel Comics ima svoje filmske adaptacije koje se zove MCU.
Od šezdesetih godina dvadesetog stoljeća Marvel je jedna od dvije najveće tvrtke stripova, druga je DC Comics. 
Smještena u New Yorku tvrka marvel je kroz svoju prošlost djelovala sa sljedećih adresa: zgrada McGraw-Hill u zapadnoj 42. ulici (gdje je nastala pod imenom Timely Comics godine 1939.); u apartmanu 1401 zgrade Empire State, u aveniji Madison 635 (to je bila stvarna adresa iako je službena adresa tvrtke bila avenija Madison 625); u aveniji Madison 575; u aveniji Park South; Istočna 40. ulica broj 10; i na broju 417 Pete avenije na Manhattanu.

## Povijest

### Timely Comics
Tvrtku Marvel Comics osnovao je izdavač Martin Goodman godine 1939. kao kasniju skupinu podružnica pod zajedničkim imenom Timely Comics. Prvo izdanje im je bilo Marvel Comics #1 (listopad 1939), u kojem se drugi put pojavljuje superheroj, android Human Torch (Ljudska buktinja), lik kojeg je stvorio  Carl Burgos, a prvi se put u širokoj dostupnosti pojavljuje i protujunak, mutant Namor the Sub-Mariner kojeg je stvorio Bill Everett. (Namorovo stvarno prvo pojavljivanje bilo je u Motion Picture Funnies #1.) 
Prvi urednik tvrtke, pisac-crtač Joe Simon, udružio se s budućom legendom industrije stripa Jackom Kirbyem u stvaranju jednog od prvih super junaka s patriotskim motivom, Kapetana Ameriku, u Captain America Comics #1 (Ožujak 1941.). I taj je strip također postao hit.
Iako nijedan drugi lik iz tvrke Timely nije bio uspješan poput "velike trojke", neki zapaženiji junaci — od kojih se mnogi pojavljuju i u suvremenim stripovima, bilo u realnom vremenu ili prisjećanjima drugih likova, njihova su pojavljivanja uglavnom vezana uz retroaktivni kontinuitet, tzv. retcon — to su Whizzer, Miss America, Destroyer, izvorni Vision i Angel kojeg je stvorio Paul Gustavson. Timely je također izdavao i jedno od najpoznatijih djela humorista Basila Wolvertona, Powerhouse Pepper.

### Atlas Comics
Prodaja svih stripova drastično je opala nakon rata jer su übermensch arhetipovi, koji su bili popularni za vrijeme depresije i rata izašli iz mode. Kao i ostale tvrtke koje su stvarale stripove, Timely — uglavnom poznat pod imenom  Atlas Comics u 1950-ima — je slijedio trendove popularne kulture koji su uključivali vesterne, horore, rat, zločin, humor, romance, špijunsku fikciju, pa čak i srednjovjekovnu avanturu sve s različitim stupnjevima uspjeha. Pokušaj oživljavanja super junaka od 1953. do 1954. s Ljudskom buktinjom, Sub-Marinerom i Captain Americom, je propao. 
Posljednji strip na kojem je bio logo Atlasa bio je Dippy Duck #1, jedino izdanje tvrtke iz listopada 1957. Prvi strip koji je imao etiketu "Marvel Comics" bila je znanstveno-fantastična antologija Amazing Adventures #3, na čijoj je naslovnici bio "MC" pravokutnik. Datum na naslovnici bio je kolovoz 1961., a bio je izdan u 9. svibnja 1961.
U tome je trenutku Goodman pokušao s novim smjerom slijedeći tadašnje trendove znanstveno-fantastičnih filmova koji su bili popularni u drive-in kinima. Pokrenuo je ili ponovno pokrenuo šest naslova tog žanra:  Strange Worlds #1; World of Fantasy #15; Strange Tales #67; Journey into Mystery #50; Tales of Suspense #1; i Tales to Astonish #1. Te su se priče smještene uglavnom u svemir pokazale neuspješnima, i do kraja 1959. većina tih naslova (Strange Worlds i World of Fantasy bili su otkazani) bila je posvećena čudovištima iz b-filmova. U većini njih je Jack Kirby radio crtež (često je Dick Ayers radio na tinti), a Don Heck je dovršavao crteže bjegova iz džungle ili zatvora te čudnih pustolovina. Tu si bile i priče umjetnika kao što su Paul Reinman ili Joe Sinnott, nakon kojih su došli djela Stan Leea i Stevea Ditka sa zaokretima u radnji.
Marvel je također proširio svoju seriju naslova djevojačko-humoristične tematike, predstavivši Kathy ("tinejdžerski tornado!") (List. 1959.) i naslov koji je bio kratkog vijeka  Linda Carter, Student Nurse (Ruj. 1961.).

### 1960-e
Nakon što je tvrtka DC Comics uspješno oživjela super junake u kasnim pedesetim i ranim šezdesetim godinama dvadesetog stoljeća, posebno s naslovom The Justice League of America, U marvelu su odlučili slijediti njihov primjer.
Urednik/pisac Stan Lee i crtač slobodnjak Jack Kirby stvorili su Fantastic Four (Fantastična četvorka), koja je blago podsjećala na pustolovni kvartet Challengers of the Unknown, koji je Kirby stvorio za DC 1957. Njihov pristup u kojem su, izbjegavajući klišeje u stripovima kao što su bili tajni identitet pa čak isprva i kostimi, postavljajući čudovište u ulogu junaka, i to što su se njihovi likovi svađali i žalili, bio je pristup koji je kasnije nazvan "super junaci u stvarnom svijetu", taj je naslov, predstavljao promjenu koja je pomogla da i naslov i sam pristup postani vrlo uspješni. Marvel je započeo s izdavanjem drugih naslova s takvim super junacima i anti junacima kao što su Hulk, Spider-Man, Thor, Ant-Man, Iron Man, X-Men, i Daredevil, i pamtljivim negativcima kao što su Doctor Doom, Magneto, Galactus, the Green Goblin i Doctor Octopus.  Najuspješniji novi naslov bio je The Amazing Spider-Man, kojemu su autori bili Lee i Ditko. Marvel je čak i satirizirao sam sebe u parodičom stripu Not Brand Echh.
Marvelovi su stripovi primijećeni zbog svog koncentriranja na karakterizaciju više od većine naslova sa super junacima prije njih. To je bilo posebno očito u naslovu The Amazing Spider-Man. U njemu mlad junak osjeća sumnju u samog sebe kao i obične probleme s kojima se susreće svaki adolescent. Marvelovi su junaci često puni mana, nakaze, neprilagođene osobe, za razliku od savršenih, lijepih, atletski građenih junaka tradicionalnih stripova prije njih. Neki su od Marvelovih junaka izgledali poput negativaca i čudovišta. Taj će pristup, koji se kosio s tradicionalnim, s vremenom dovesti do revolucije u stripovima.
Povjesničar stripova Peter Sanderson napisao je u 1960-ima,
Lee je postao jedno od najpoznatijih imena u stripovima, svojom šarmantnom osobnošću i neumoljivim prodavačkim sposobnostima za tvrtku. Njegov "glas" se proteže kroz priče, stranice s pismima čitatelja i stranice s novostima, pa čak i kroz hiperboličke oglase u mnogim Marvelovim stripovima ranih 1960-ih: njegov smisao za humor i općenito opušteno ponašanje i preuveličano prikazivanje bullpena (Leeovog naziva za zaposlenike Marvela) kao velike, sretne obitelji. Crtači, koji su s vremenom surađivali i na pričama na temelju Leeovog okvirnog sinopsisa ili čak samo izgovorenog koncepta, uvelike su doprinijeli Marvelovom uspjehu. Kirbyu se pripisuje mnoge kozmičke ideje i likovi u naslovima Fantastic Four i The Mighty Thor, kao što su Watcher, Silver Surfer (Srebrni letač) i Ego the Living Planet, dok se Ditko priznaje kao pokretačka, umjetnička snaga koja stoji iza ugođaja i uličnog naturalizma u naslovu The Amazing Spider-Man i nadrealna atmosfera u naslovu Dr. Strange. Lee je, unatoč tome, nastavio primati zasluge za svoje dobro ugođene vještine s dijalozima i smislenom pričom, za sretnu ruku pri odabiru kreativnih timova, i za svoju nevjerojatnu sposobnost da se poveže s čiatateljima.
1968. osnivač tvrtke Martin Goodman prodaje Marvel Comics i svoje ostale izdavačke tvrtke kompaniji Perfect Film and Chemical Corporation.  Ona je pak saprala je tvrtke u podružnicu nazvanu Magazine Management Co.  Goodman je ostao kao izdavač.

### 1970-e
Godine 1970. Stan Lee je iskoristio priliku da osvoji britansku publiku bez korištenja pretisaka američkih izdanja. U listopadu 1970. Marvel je stvorio "Britanskog junaka za britanski narod", nazvanog Captain Britain, koji je isprva izlazio isključivo u Britaniji a kasnije i u Americi.
1971. glavnom uredniku Marvel Comicsa Stanu Leeu pristupilo je ministarvstvo zdravstva, obrazovanja i socijalne sigurnosti SAD-a, da bi napravio strip u zlouporabi droge. Lee je pristao i i napisao priču u tri dijela za strip Spider-Man u kojem je korištenje droge prikazano kao opasno i neglamurozno. No Comics Code Autorithy, odbor za cenzuru oji si je industrija stripa sama nametnula, odbio je odobriti priču zbog prisutnosti narkotika. Smatrali su priču nevažnom. Lee je, uz Goodmanovo odobravanje, izdao priču i unatoč zabrani u The Amazing Spider-Man #96-98 (Svibanj-srpanj 1971.). Priča je naišla na odobravanje publike, a odluka CCA je bila kritizirana kao kontraproduktivna. Način odlučivanja o cenzuriranju stripova bio je izmijenjen iste godine.
Goodman se povukao kao izdavač 1972., a naslijedio ga je, koji se povukao iz svakodnevnih poslova u Marvelu.  Niz novih glavnih urednika nadgledalo je tvrtku za vrijeme još jednog lošijeg razdoblja za industriju. Marvel je još jednom pokušao proširiti svoju tematiku, a nakon reviziranja koda po kojem su stripovi bili cenzurirani, postigao je umjerene uspjehe s temama horora (Tomb of Dracula), borilačkih vještina, (Shang-Chi: Master of Kung Fu), mača i čarobnjaštva (Conan the Barbarian, Red Sonja), satire (Howard the Duck) i znanstvene fantastike (Killraven u naslovu Amazing Adventures). Neki od ovih naslova izdavani su u većem, crno bijelom izdanju, i bili su namijenjeni odrasloj publici. Marvel je iskoristio uspjeh stripova o superjunacima prošlog desetljeća tako što je pronašao novog distributera na kioscima i uveliko povećao broj naslova koje su izdavali. Što je još važnije, u razdoblju dok je cijena stripa bila nestabilna, Marvel je nižim cijenama i višim popustom kod distributera, preuzeo značajan dio tržišta koje je držao DC Comics.  
1973. Perfect Film and Chemical Corporation mijenja ime u Cadence Industries, koja pak mijenja ime Management Co. u Marvel Comics Group. Goodman, koji je sada bio potpuno odvojen od Marvela, je osnovao novu tvrtku pod imenom Atlas/Seaboard Comics godine 1974. čime je oživio Marvelovo staro ime Atlas, ali taj je projekt potrajao samo godinu i pol.
Sredinom 1970-ih Marvel je bio pogođen smanjivanjem mreže distributera na kioscima. Kultni hitovi kao što je bio naslov Howard the Duck, bili su žrtve problema s distribucijom. Neki su naslovi sada pokazivali smanjenu prodaju dok su se zapravo kasnije rasprodavali u prvim prodavaonicama koje su držale isključivo stripove. Marvelov pokušaj da kupi DC Comics propao je zato što su u DC-u odbili prodati i prava na sve likove. Željeli su zadržati prava na Supermana i Batmana. DC je kasnije uklopljen u Warner Communications.
Do kraja desetljeća Marvel je već pokazivao bolje tržišne rezultate zahvaljujući direktoj distribuciji (prodaji kroz one iste specijalizirane trgovine stripovima umjesto na kioscima) i povećanoj prodaji ranije marginalnih naslova kao što je bio nalov koji je otkazan u 60-ima The Uncanny X-Men, naslov je oživljen i postao je hit pod vodstvom tima pisca Chrisa Claremonta i crtača Johna Brynea, ili strip o superjunaku i urbanom kriminalu Daredevil, kojeg je pisao i crtao Frank Miller.

### 1980-e
U 1980ima, nekoć štićenik DC-a, Jim Shooter je bio Marvelov glavni urednik. Iako je bio kontroverzna osoba Shooter je uspio riješiti neke od boljki u Marvelu (uključujući često pomicanje rokova izdavanja) i nadgledati kreativnu renesansu u tvrtci. Ta je renesansa uključivala uvođenje prihoda od autorskih prava, početak tiskanja a, podbranda Marvela koji se bavio materijala u vlasništvu autora 1982., i pokretanje sasvim nove serije stripova (koja se na kraju ipak pokazala neuspješnom) pod imenom New Universe, kojom se obilježila 25. godišnjica tvrtke. 1986. Shooter je bio odgovoran za uvođenje crossovera (priče koja se proteže preko više različitih naslova)  (Contest of Champions, Secret Wars) i od mnogih je autora bio optužen, posebno pri kraju njegovog djelovanja kao glavnog urednika, za drakonsko ponašanje i uplitanje u kreativni proces autoara.
1981. Marvel je kupio DePatie-Freleng Enterprises studio za animaciju od direktora Looney Tunesa Friza Frelenga i njegovog poslovnog partnera Davida H. Depatie. Trvtka je preimenovana u Marvel Productions i proizvodila je popularne crtane TV serije i filmove s likovim akao što su bili G.I. Joe, Transformeri, Muppet Babies, kao i crtane bazirane na Marvelovim likovima, uključujući Spider-Man and His Amazing Friends. 
1986. Marvel je prodan tvrtki New World Communications, koja ga je kroz tri godine prodala trvtci MacAndrews and Forbes, kojoj je vlasnik bio Ronald Perelman. Perelman je izveo trvtku na burz dionica u New Yorku i nadgledao povećanje broja naslova koje je Marvel izdavao. 

### 1990-e
Marvel je zaradio mnogo novca i slave za vrijeme prvih godina desetljeća, lansirao je vrlo uspješnu seriju stripova Marvel 2099 koja se događala u budućnosti (Spider-Man 2099 itd.) i kreativno smionu, iako komercijalno neuspješnu, podetiketu stripova o superjunacima  Razorline koje je stvarao pisac  Clive Barker. No do sredine desetljeća cijela je industrija stripova posrnula i Marvel je objavio bankrot, a Perelman je bio pod istragom zbog novčanih aktivnosti vezanih uz tvrtku.
Godine 1990. Marvel počinje s prodajom karata Marvel Universe Cards. To su bile karte koje su se skupljale i na kojima su bili prikazani likovi i događaji iz Marvelovog svemira. Njihov uspjeh pokrenuo je još nekoliko serija karata i oponašanje DC Comicsa koji su i sami počeli izdavati takve karte.
1992. Marvel kupuje Fleer, tvrtku pozantu ponajprije po proizvodnji karata za skupljanje, ubrzo nakon toga stvoren je  Marvel Studios, posvećen filmu i TV projektima. Avi Arad postaje direktor te podružnice 1993., a proizvodnja je ubrzana nakon 1998. i uspjeha filma Blade. 
1994. Marvel kupuje tvrtku za distribuciju stripova Heroes World da bi je koristio kao svog ekskluzivnog distributera. Budući da su i ostali veliki izdavači napravili slično i pronašli ekskluzivne distibutere za svoja izdanja, od svih većih distributera na području sjeverne Amerike opstao je samo Diamond Comic Distributors Inc.
Ulagač Carl Icahn pokušao je preuzeti Marvel, no 1997. nakon duge pravne bitke, kontrola nad Marvelom došla je u ruke Isaaca Perlmuttera, vlasnika Marvelove podružnice, tvrtke Toy Biz. Sa svojim poslovnim partnerom Avijem Aradom, izdavačem Billom Jemasom, i glavnim urednikom Bobom Harrasom, Perlmutter je pomogao u oživljavanju Marvelovih stripova.
Kreativno i komercijalno 90-e su bile deseteljeća korištenja trikova da bi se povećala prodaja, različite naslovnice za isto izdanje stripa, naslovnice s posebnim izgledom i veliki crossoveri koji remetili kontinuitet, pa čak i posebna izdanja u kupaćim kostimima Marvel Illustrated Swimsuit su se koristili u tu svrhu. 1996. Marvel je uključio gotovo sve svoje naslove u crossover Onslaught Saga, koji im je omogućio da ponovno pokrenu neke od svojih glavnih naslova kao što su Avengers Fantastic Four(Fantastična četvorka, u zasebnom svemiru pod imenom Heroes Reborn u kojem su likovi bili ponovno osmišljeni ispočetka. Nakon početnog porasta u prodaji, ona je ubrzo pala ispod očekivanih razina, pa je Marvel prekinuo taj eksperiment nakon godinu dana; likovi su se vratili u regularni marvelov svemir. 1998. tvrtka pokreće podetiketu Marvel Knights, radnja koje se odvija o regularnom Marvelovom svemiru, a kojoj je na čelu bio budući glavni urednik Joe Quesada. Stripovi pod etiketom Marvel Knights prikazivali su grube i ozbiljne priče prikazujući likove poput rase Inhumans, Black Panthera and Daredevila, postigli su značajan uspjeh.

### 2000-e
U novom se tisućljeću Marvel izvukao iz bankrota i počeo širiti svoju ponudu. 2001. Marvel se povlači iz Comics Code Authoritya i osniva svoj vlastiti sustav ocjenjivanja stripova Marvel Rating System. Pokreće i nove podetikete, kao što su  MAX, serija stripova namijenjena odrasloj publici, i Marvel Age, koji je razvijan za mlađu publiku uključujući djecu. Uz njih pokrenuta je i iznimno uspješna podetiketa Ultimate Marvel, koja je omogućila da se glavni likovi i naslovi Marvela moderniziraju za nove naraštaje. Radnja ove podetikete smještena je u svemiru paralelnom s regularnim Marvelovim svemirom što dopušta autorima slobodu u ponovnom osmišljanju zvučnih marvelovim likova nez obračanja pozornosti na zamršene prošlosti koje oni imaju u regularnom svemiru. Također, to je omogućilo Marvelu da privuče nove čitatelje koji nisi bili upoznati s tim likovima ali su ih upoznali kroz njihove filmove, ova podetiketa im je olakšala snalaženje u marvelovim stripovima. 
Marvel je i dalje ključan izdavač stripova, makar se industrija smanjila na smo djelić veličine koju je imala pri svome vrhuncu prije nekoliko desetljeća.  Stan Lee više nije službeno povezan s tvrtkom, osim titule počasnog predsjednika, ali je još uvijek prisutan u industriji i ponekad daje izjave o svojoj privrženosti likovima koje je stvorio. 2002. uspješno je tužio Marvel za udio u dobiti od filmova. Tvrka Marvel postala je i važan faktor u Hollywoodu jer su mnogi likovi iz stripova pretvoreni u uspješne filmske serije.

## Glavni urednici
Glavni urednik Marvela nadzire najbitnije kreativne odluke koje se donose u tvrtki. Dok je slavni Stan Lee imao velike ovlasti tijekom desetljeća u kojima Martin Goodman imao tvrtku u privatnom vlasništvu, njegovi su nasljednici u većoj ili manjoj mjeru bili samo poslužitelji korporativnog menađžmenta.
Taj se položaj razvijao sporadično. U najranijim godinama tvrtka je imala jednog urednika koji je nadgledao sva izdanja. Kako je tvrtka rasla postalo je sve uobičajnije da se neki naslovi nadgledaju pojedinačno. Razvio se koncept "pisac-urednik", koji je korijenje imao još u doba kada je Lee pisao i nadzirao većinu nsalova koji su tiskani. U 1970-ima nekoliko je glavnih urednika nadgledalo proizvodnju iako su ti naslovi korišteni s prekidima. Do vremena kada je Jim Shooter preuzeo taj položaj 1978. mjesto glavnog urednika bilo je jsano određeno.
1994. Marvel nakratko ukida položaj glavnog urednika, zamjenjujući Toma DeFalca petoricom "grupnih urednika", svaki od njih je nosio naslov "glavni urednik" i neki su imali podređene urednike. Položaj je ponovno uspostavljen kasnije te godine, ana to mjesto je došao Bob Harras.
- Joe Simon (1939. – 1941.)
- Stan Lee (1941. – 1942.)
- Vincent Fago (zamjenik urednika za vrijeme Leeovog služenja u vojsci) (1942. – 1945.)
- Stan Lee (1945. – 1972.)
- Roy Thomas (1972. – 1974.)
- Len Wein (1974. – 1975.)
- Marv Wolfman  (samo za crno bijele magazine 1974. – 1975., za sva izdanja 1975. – 1976.)
- Gerry Conway (1976.)
- Archie Goodwin (1976. – 1978.)
- Jim Shooter (1978. – 1987.)
- Tom DeFalco (1987. – 1994.)
- Bez određenog glavnog urednika (1994. – 1995.)
- Bob Harras (1995. – 2000.)
- Joe Quesada (2000.-)

## Podetikete
- - Marvel Next
  - Icon Comics
  - Marvel Adventures
  - Marvel Knights
  - MAX
  - Ultimate Marvel

- Povučene
  - Amalgam Comics
  - Curtis Magazines
  - Epic Comics
  - Marvel 2099
  - Marvel Age
  - Marvel Edge
  - Marvel Music
  - Tsunami
  - MC2
  - Marvel UK
  - Malibu Comics
  - New Universe
  - Paramount Comics
  - Razorline
  - Star Comics

## Vanjske poveznice
- Marvel Database Project (Wiki site)
- Superhero Database: Marvel Comics  Arhivirana inačica izvorne stranice od 18. srpnja 2006. (Wayback Machine)
- Superheroes Lives Filmovi bazirani na Marvelovi likovima
- Comic Book and Strip Service article  Arhivirana inačica izvorne stranice od 3. rujna 2006. (Wayback Machine) o stripovima Marvela i DC Comicsa
- Timely Atlas galerija naslovnica  Arhivirana inačica izvorne stranice od 21. veljače 2009. (Wayback Machine)
- Indeks naslovnica iz srebrnog doba Marvela Nicka Simona  Arhivirana inačica izvorne stranice od 14. kolovoza 2006. (Wayback Machine)
- ComicCovers.com Marvel page  Arhivirana inačica izvorne stranice od 13. lipnja 2006. (Wayback Machine)
- GashaponCollector.com Marvel page  Arhivirana inačica izvorne stranice od 6. studenoga 2006. (Wayback Machine)
- neki detalji o animaciji Marvelovih filmova, sa stranice animatora Johna Cawleya